# Alcis rubicunda
Alcis rubicunda är en fjärilsart som beskrevs av Max Joseph Bastelberger 1909. Alcis rubicunda ingår i släktet Alcis och familjen mätare. Inga underarter finns listade i Catalogue of Life.

## Bildgalleri

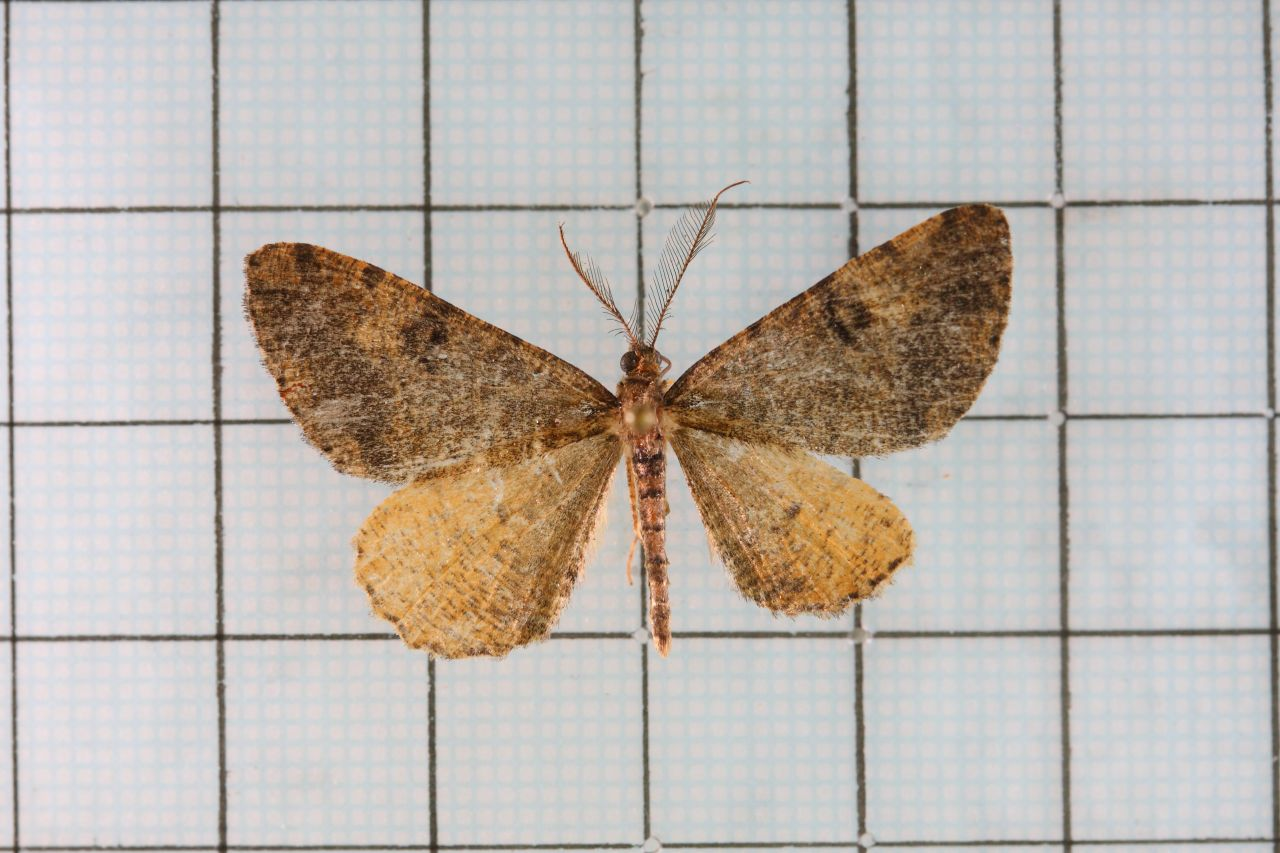
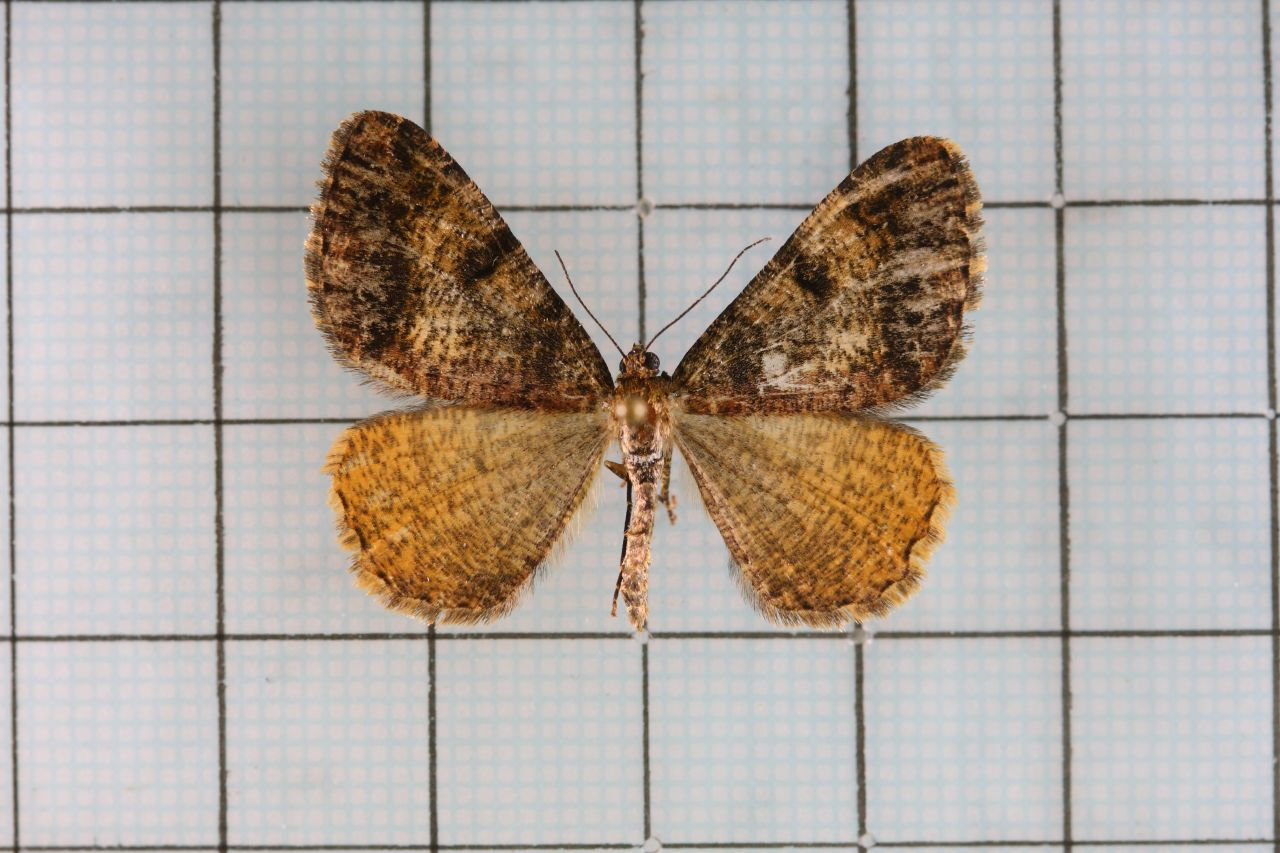